# Marco VI di Alessandria (calcedoniano)
Papa Marco VI (... – 1484), è stato papa e patriarca greco-ortodosso di Alessandria e di tutta l'Africa tra il 1459 e il 1484.
Condannò l'unione tra la Chiesa greco-ortodossa e la Chiesa di Roma e nel 1467 inviò due monaci a Creta per contrastare la locale propaganda della Chiesa latina.